# Djadja & Dinaz/Diskografie
Diese Diskografie ist eine Übersicht über die musikalischen Werke des französischen Rap-Duos Djadja & Dinaz. Den Schallplattenauszeichnungen zufolge hat es bisher mehr als 11,2 Millionen Tonträger verkauft.

## Alben

### Studioalben
| Jahr | Titel Musiklabel                                | Höchstplatzierung, Gesamtwochen, AuszeichnungChartplatzierungen (Jahr, Titel, Musiklabel, Platzierungen, Wochen, Auszeichnungen, Anmerkungen) | Höchstplatzierung, Gesamtwochen, AuszeichnungChartplatzierungen (Jahr, Titel, Musiklabel, Platzierungen, Wochen, Auszeichnungen, Anmerkungen) | Höchstplatzierung, Gesamtwochen, AuszeichnungChartplatzierungen (Jahr, Titel, Musiklabel, Platzierungen, Wochen, Auszeichnungen, Anmerkungen) | Anmerkungen                                                                         |
| Jahr | Titel Musiklabel                                | FR | BEW | CH | Anmerkungen                                                                         |
| ---- | ----------------------------------------------- | --- | --- | --- | ----------------------------------------------------------------------------------- |
| 2016 | On s’promet Carré-Music                         | FR5 ×3Dreifachplatin · (82 Wo.)FR | BEW24 (95 Wo.)BEW | — | Erstveröffentlichung: 5. Juni 2016                                                  |
| 2017 | Dans l’arène Carré-Music (Believe)              | FR4 ×3Dreifachplatin · (83 Wo.)FR | BEW10 (67 Wo.)BEW | CH36 (1 Wo.)CH | Erstveröffentlichung: 17. März 2017                                                 |
| 2018 | Le revers de la médaille Carré-Music            | FR2 Platin · (74 Wo.)FR | BEW3 (20 Wo.)BEW | CH24 (1 Wo.)CH | Erstveröffentlichung: 20. April 2018                                                |
| 2018 | Le revers de la médaille – partie 2 Carré-Music | FR176 (12 Wo.)FR | BEW4 (14 Wo.)BEW | CH89 (1 Wo.)CH | Erstveröffentlichung: 20. Juli 2018 erweiterte Fassung von Le revers de la médaille |
| 2019 | Drôle de mentalité, pt. 1 & 2 Carré-Music       | FR3 ×3Dreifachplatin · (180 Wo.)FR | BEW5 (… Wo.)BEW | CH19 (6 Wo.)CH | Erstveröffentlichung: 8. November 2019                                              |
| 2021 | Spleen Carré-Music                              | FR1 ×3Dreifachplatin · (155 Wo.)FR | BEW2 (256 Wo.)BEW | CH6 (8 Wo.)CH | Erstveröffentlichung: 20. März 2021                                                 |
| 2023 | Alpha Carré-Music                               | FR1 ×2Doppelplatin · (… Wo.)FR | BEW3 (71 Wo.)BEW | CH4 (6 Wo.)CH | Erstveröffentlichung: 3. März 2023                                                  |
| 2025 | Terminal 7 Carré-Music                          | FR1 Gold · (… Wo.)FR | BEW5 (… Wo.)BEW | CH9 (… Wo.)CH | Erstveröffentlichung: 27. Juni 2025                                                 |

## Singles
| Jahr | Titel Album                                                   | Höchstplatzierung, Gesamtwochen, AuszeichnungChartplatzierungen (Jahr, Titel, Album, Platzierungen, Wochen, Auszeichnungen, Anmerkungen) | Höchstplatzierung, Gesamtwochen, AuszeichnungChartplatzierungen (Jahr, Titel, Album, Platzierungen, Wochen, Auszeichnungen, Anmerkungen) | Höchstplatzierung, Gesamtwochen, AuszeichnungChartplatzierungen (Jahr, Titel, Album, Platzierungen, Wochen, Auszeichnungen, Anmerkungen) | Anmerkungen                                       |
| Jahr | Titel Album                                                   | FR | BEW | CH | Anmerkungen                                       |
| --- | ------------------------------------------------------------- | --- | --- | --- | ------------------------------------------------- |
| 2016 | J’fais mes affaires On s’promet                               | FR72 Diamant · (82 Wo.)FR | — | — | Erstveröffentlichung: 6. Mai 2016                 |
| 2017 | Souviens-toi Dans l’arène                                     | FR52 Gold · (12 Wo.)FR | — | — | Erstveröffentlichung: 6. Januar 2017              |
| 2017 | Déstabilisé Dans l’arène                                      | FR16 Diamant · (23 Wo.)FR | — | — | Erstveröffentlichung: 13. Februar 2017            |
| 2017 | Catalogués bandits Dans l’arène                               | FR25 Gold · (9 Wo.)FR | — | — | Erstveröffentlichung: 5. März 2017                |
| 2017 | C’est la même Dans l’arène                                    | FR24 Platin · (19 Wo.)FR | — | — | Erstveröffentlichung: 10. März 2017               |
| 2017 | Maléfique –                                                   | FR29 Platin · (19 Wo.)FR | — | — | Erstveröffentlichung: 21. Juli 2017 feat. DJ Babs |
| 2017 | Tenue de motard 4 –                                           | FR67 Gold · (8 Wo.)FR | — | — | Erstveröffentlichung: 8. September 2017           |
| 2018 | J’souris Le revers de la médaille                             | FR19 Gold · (19 Wo.)FR | — | — | Erstveröffentlichung: 16. März 2018               |
| 2018 | Ce qui est à nous Le revers de la médaille                    | FR44 (6 Wo.)FR | — | — | Erstveröffentlichung: 30. März 2018               |
| 2018 | Représenter Le revers de la médaille – partie 2               | FR66 (4 Wo.)FR | — | — | Erstveröffentlichung: 11. Juli 2018               |
| 2018 | Favela –                                                      | FR152 (2 Wo.)FR | — | — | Erstveröffentlichung: 13. August 2018             |
| 2019 | Possédé Drôle de mentalité                                    | FR3 Platin · (37 Wo.)FR | BEW50 (1 Wo.)BEW | — | Erstveröffentlichung: 8. März 2019                |
| 2019 | Plus fort Drôle de mentalité, pt. 2                           | FR33 (3 Wo.)FR | — | — | Erstveröffentlichung: 12. Juli 2019               |
| 2019 | Bénéfice max Drôle de mentalité, pt. 2                        | FR28 Gold · (18 Wo.)FR | — | — | Erstveröffentlichung: 14. August 2019             |
| 2019 | Un million par mois Drôle de mentalité, pt. 2                 | FR10 Platin · (22 Wo.)FR | — | — | Erstveröffentlichung: 29. Oktober 2019            |
| 2020 | PRBM –                                                        | FR22 (5 Wo.)FR | — | — | Erstveröffentlichung: 3. Juli 2020                |
| 2020 | Féfé Lambo –                                                  | FR28 Gold · (16 Wo.)FR | — | — | Erstveröffentlichung: 28. Juli 2020               |
| 2020 | Perdu Spleen                                                  | FR4 Platin · (16 Wo.)FR | — | — | Erstveröffentlichung: 10. Dezember 2020           |
| 2021 | Booska 77 –                                                   | FR10 Gold · (5 Wo.)FR | — | — | Erstveröffentlichung: 7. Januar 2021              |
| 2021 | À cœur ouvert Spleen                                          | FR2 Diamant · (34 Wo.)FR | — | — | Erstveröffentlichung: 24. Februar 2021            |
| 2021 | Manège Spleen                                                 | FR19 Platin · (19 Wo.)FR | — | — | Erstveröffentlichung: 2. Juli 2021                |
| 2021 | J’rentre pas chez moi –                                       | FR81 Gold · (11 Wo.)FR | — | — | Erstveröffentlichung: 20. Juli 2021               |
| 2021 | Dans le réseau Spleen                                         | FR7 Diamant · (70 Wo.)FR | BEW50 (1 Wo.)BEW | CH88 (1 Wo.)CH | Erstveröffentlichung: 8. September 2021           |
| 2022 | Bonkasa –                                                     | FR14 Platin · (25 Wo.)FR | — | — | Erstveröffentlichung: 20. Juli 2022               |
| 2023 | La Force Tranquille Alpha                                     | FR7 Gold · (10 Wo.)FR | BEW48 (1 Wo.)BEW | — | Erstveröffentlichung: 17. Februar 2023            |
| 2023 | Khemem Alpha                                                  | FR25 Gold · (9 Wo.)FR | — | — | Erstveröffentlichung: 16. Juni 2023               |
| 2023 | Aïcha Alpha                                                   | FR33 Gold · (8 Wo.)FR | — | — | Erstveröffentlichung: 15. Dezember 2023           |
| 2024 | Miss France –                                                 | FR39 (4 Wo.)FR | — | — | Erstveröffentlichung: 21. Juni 2024               |
| 2024 | Continents –                                                  | FR46 (2 Wo.)FR | — | — | Erstveröffentlichung: 28. Juni 2024               |
| 2024 | La même histoire –                                            | FR57 (4 Wo.)FR | — | — | Erstveröffentlichung: 19. Juli 2024               |
| 2025 | En vrai de vrai Terminal 7                                    | FR46 (7 Wo.)FR | — | — | Erstveröffentlichung: 17. Mai 2025                |
| 2025 | Tenue de motard 5 –                                           | FR69 (2 Wo.)FR | — | — | Erstveröffentlichung: 5. Juni 2025                |
| 2025 | Tu sais Terminal 7                                            | FR19 (… Wo.)FR | — | — | Erstveröffentlichung: 18. Juni 2025               |
| 2025 | Gucci Gucci Terminal 7 (Réédition)                            | FR105 (… Wo.)FR | — | — | Erstveröffentlichung: 6. August 2025              |
| Folgende Lieder erschienen nicht als Single, wurden aber durch das Album zum Download und Streaming bereitgestellt und konnten somit eine Platzierung erlangen: |                                                               | | | |                                                   |
| |                                                               | | | |                                                   |
| 2016 | Elle On s’promet                                              | FR99 Platin · (1 Wo.)FR | — | — |                                                   |
| 2016 | À la cool On s’promet                                         | FR188 Diamant · (1 Wo.)FR | — | — |                                                   |
| 2017 | Mauvais comportement Dans l’arène                             | FR29 Gold · (9 Wo.)FR | — | — |                                                   |
| 2017 | Dans la cité Dans l’arène                                     | FR34 Gold · (8 Wo.)FR | — | — |                                                   |
| 2017 | La haine Dans l’arène                                         | FR38 (6 Wo.)FR | — | — |                                                   |
| 2017 | En vrai Dans l’arène                                          | FR41 Gold · (6 Wo.)FR | — | — |                                                   |
| 2017 | On parle pas Dans l’arène                                     | FR45 (4 Wo.)FR | — | — |                                                   |
| 2017 | J’suis Kha Dans l’arène                                       | FR44 Gold · (7 Wo.)FR | — | — |                                                   |
| 2017 | Seuls Dans l’arène                                            | FR53 Diamant · (23 Wo.)FR | — | — |                                                   |
| 2017 | Avant Dans l’arène                                            | FR61 Gold · (4 Wo.)FR | — | — |                                                   |
| 2017 | J’veux plus les voir Dans l’arène                             | FR68 (2 Wo.)FR | — | — |                                                   |
| 2017 | Les crocs Dans l’arène                                        | FR65 (3 Wo.)FR | — | — |                                                   |
| 2017 | J’ai pas dormi de la nuit Dans l’arène                        | FR74 Gold · (3 Wo.)FR | — | — |                                                   |
| 2017 | Tu veux les billets Dans l’arène                              | FR98 (2 Wo.)FR | — | — |                                                   |
| 2017 | Je m’isole Dans l’arène                                       | FR114 (2 Wo.)FR | — | — |                                                   |
| 2018 | Non non Le revers de la médaille                              | FR33 (7 Wo.)FR | — | — |                                                   |
| 2018 | Brassard Le revers de la médaille                             | FR37 (4 Wo.)FR | — | — |                                                   |
| 2018 | Tourner Le revers de la médaille                              | FR39 (3 Wo.)FR | — | — |                                                   |
| 2018 | Tu perds la foi Le revers de la médaille                      | FR65 (2 Wo.)FR | — | — |                                                   |
| 2018 | Zumba Le revers de la médaille                                | FR67 (2 Wo.)FR | — | — |                                                   |
| 2018 | C’est pas ça la vie Le revers de la médaille                  | FR70 (2 Wo.)FR | — | — |                                                   |
| 2018 | On otage Le revers de la médaille                             | FR79 (2 Wo.)FR | — | — |                                                   |
| 2018 | Fais du pain Le revers de la médaille                         | FR89 (2 Wo.)FR | — | — |                                                   |
| 2018 | Privado Le revers de la médaille                              | FR100 (1 Wo.)FR | — | — |                                                   |
| 2018 | Poto j’suis là Le revers de la médaille                       | FR104 (1 Wo.)FR | — | — |                                                   |
| 2018 | Zero Le revers de la médaille                                 | FR117 (1 Wo.)FR | — | — |                                                   |
| 2018 | Ciroc Le revers de la médaille                                | FR123 (1 Wo.)FR | — | — |                                                   |
| 2018 | On avance seuls Le revers de la médaille                      | FR146 (1 Wo.)FR | — | — |                                                   |
| 2018 | Du mal á m’y faire Le revers de la médaille                   | FR152 (1 Wo.)FR | — | — |                                                   |
| 2018 | C63 Le revers de la médaille – partie 2                       | FR59 Diamant · (9 Wo.)FR | — | — |                                                   |
| 2018 | Meuf mortelle Le revers de la médaille – partie 2             | FR110 Gold · (1 Wo.)FR | — | — |                                                   |
| 2018 | La vérité Le revers de la médaille – partie 2                 | FR118 (1 Wo.)FR | — | — |                                                   |
| 2018 | Palace Le revers de la médaille – partie 2                    | FR120 (1 Wo.)FR | — | — |                                                   |
| 2018 | Mon ami Le revers de la médaille – partie 2                   | FR122 (1 Wo.)FR | — | — |                                                   |
| 2018 | J’sais plus comment faire Le revers de la médaille – partie 2 | FR148 (1 Wo.)FR | — | — |                                                   |
| 2018 | Je zone Le revers de la médaille – partie 2                   | FR179 (1 Wo.)FR | — | — |                                                   |
| 2019 | Drôle de mentalité                                            | FR29 Platin · (11 Wo.)FR | — | — |                                                   |
| 2019 | Carré d’as Drôle de mentalité                                 | FR37 Gold · (5 Wo.)FR | — | — |                                                   |
| 2019 | Bomba Drôle de mentalité                                      | FR40 Diamant · (12 Wo.)FR | — | — |                                                   |
| 2019 | Pour la moula Drôle de mentalité                              | FR47 Gold · (3 Wo.)FR | — | — |                                                   |
| 2019 | 20h20 Drôle de mentalité                                      | FR57 Gold · (2 Wo.)FR | — | — |                                                   |
| 2019 | Magicien Drôle de mentalité                                   | FR64 Gold · (2 Wo.)FR | — | — |                                                   |
| 2019 | Million Drôle de mentalité                                    | FR70 (2 Wo.)FR | — | — |                                                   |
| 2019 | Sommet Drôle de mentalité                                     | FR78 (2 Wo.)FR | — | — |                                                   |
| 2019 | Loin Drôle de mentalité                                       | FR96 (2 Wo.)FR | — | — |                                                   |
| 2019 | Ça vend Drôle de mentalité                                    | FR107 (2 Wo.)FR | — | — |                                                   |
| 2019 | Chacun son sort Drôle de mentalité                            | FR109 (1 Wo.)FR | — | — |                                                   |
| 2019 | Mon temps Drôle de mentalité                                  | FR115 Gold · (2 Wo.)FR | — | — |                                                   |
| 2019 | Divisé Drôle de mentalité                                     | FR130 (1 Wo.)FR | — | — |                                                   |
| 2019 | TPLM Drôle de mentalité                                       | FR149 (1 Wo.)FR | — | — |                                                   |
| 2019 | Sous tension Drôle de mentalité                               | FR182 (1 Wo.)FR | — | — |                                                   |
| 2019 | Oubliez-moi Drôle de mentalité                                | FR187 (1 Wo.)FR | — | — |                                                   |
| 2019 | Forza Drôle de mentalité, pt. 2                               | FR68 Platin · (8 Wo.)FR | — | — |                                                   |
| 2019 | Bécane volée Drôle de mentalité, pt. 2                        | FR114 (1 Wo.)FR | — | — |                                                   |
| 2019 | Ganja Drôle de mentalité, pt. 2                               | FR116 Gold · (2 Wo.)FR | — | — |                                                   |
| 2019 | Nouvel R Drôle de mentalité, pt. 2                            | FR117 (1 Wo.)FR | — | — |                                                   |
| 2019 | Hanter Drôle de mentalité, pt. 2                              | FR118 (1 Wo.)FR | — | — |                                                   |
| 2019 | Zoo Drôle de mentalité, pt. 2                                 | FR128 (1 Wo.)FR | — | — |                                                   |
| 2019 | Croire Drôle de mentalité, pt. 2                              | FR135 Diamant · (2 Wo.)FR | — | — |                                                   |
| 2019 | Le mal m’appelle Drôle de mentalité, pt. 2                    | FR142 (1 Wo.)FR | — | — |                                                   |
| 2019 | Quitter les cours Drôle de mentalité, pt. 2                   | FR155 (1 Wo.)FR | — | — |                                                   |
| 2019 | Au fond de la classe Drôle de mentalité, pt. 2                | FR159 (1 Wo.)FR | — | — |                                                   |
| 2021 | Plein les poches Spleen                                       | FR10 Gold · (8 Wo.)FR | — | — |                                                   |
| 2021 | BB Spleen                                                     | FR14 Platin · (10 Wo.)FR | — | — |                                                   |
| 2021 | Moi-même Spleen                                               | FR15 Gold · (4 Wo.)FR | — | — |                                                   |
| 2021 | La cage et la clef Spleen                                     | FR16 (2 Wo.)FR | — | — |                                                   |
| 2021 | Demain sera meilleur Spleen                                   | FR18 Gold · (4 Wo.)FR | — | — |                                                   |
| 2021 | Essayez Spleen                                                | FR20 Diamant · (8 Wo.)FR | — | — |                                                   |
| 2021 | Certitude Spleen                                              | FR22 Gold · (6 Wo.)FR | — | — |                                                   |
| 2021 | Mailler Spleen                                                | FR24 (2 Wo.)FR | — | — |                                                   |
| 2021 | Ancolie Spleen                                                | FR27 Platin · (4 Wo.)FR | — | — |                                                   |
| 2021 | Paré Spleen                                                   | FR28 (2 Wo.)FR | — | — |                                                   |
| 2021 | Loyal Spleen                                                  | FR30 Gold · (4 Wo.)FR | — | — |                                                   |
| 2021 | Anonymat Spleen                                               | FR32 (2 Wo.)FR | — | — |                                                   |
| 2021 | Loup Spleen                                                   | FR40 Gold · (2 Wo.)FR | — | — |                                                   |
| 2021 | Spleen                                                        | FR42 (2 Wo.)FR | — | — |                                                   |
| 2021 | Ça va aller Spleen                                            | FR47 (2 Wo.)FR | — | — |                                                   |
| 2023 | Alpha                                                         | FR8 Gold · (5 Wo.)FR | — | — |                                                   |
| 2023 | Full Black Alpha                                              | FR13 (4 Wo.)FR | — | — |                                                   |
| 2023 | Pas là Alpha                                                  | FR15 Platin · (28 Wo.)FR | — | — |                                                   |
| 2023 | J’connais Alpha                                               | FR16 (4 Wo.)FR | — | — |                                                   |
| 2023 | Avenue Alpha                                                  | FR24 (3 Wo.)FR | — | — |                                                   |
| 2023 | Mayday Alpha                                                  | FR27 (1 Wo.)FR | — | — |                                                   |
| 2023 | L’escalier Alpha                                              | FR29 (1 Wo.)FR | — | — |                                                   |
| 2023 | Moi aussi Alpha                                               | FR30 (1 Wo.)FR | — | — |                                                   |
| 2023 | Toujours la même Alpha                                        | FR37 (1 Wo.)FR | — | — |                                                   |
| 2023 | L’essentiel Alpha                                             | FR52 (1 Wo.)FR | — | — |                                                   |
| 2023 | J’réfléchis Alpha                                             | FR53 (1 Wo.)FR | — | — |                                                   |
| 2023 | Envahir Alpha                                                 | FR56 (1 Wo.)FR | — | — |                                                   |
| 2023 | Outro Alpha                                                   | FR62 (1 Wo.)FR | — | — |                                                   |
| 2023 | Coller Alpha                                                  | FR67 (1 Wo.)FR | — | — |                                                   |
| 2023 | Le métier Alpha                                               | FR69 (1 Wo.)FR | — | — |                                                   |
| 2023 | Everyday Alpha                                                | FR72 (1 Wo.)FR | — | — |                                                   |
| 2023 | Intro Alpha                                                   | FR77 (1 Wo.)FR | — | — |                                                   |
| 2023 | Capitaine Alpha (Parties 1 & 2)                               | FR8 Diamant · (48 Wo.)FR | BEW49 (2 Wo.)BEW | — |                                                   |
| 2023 | Messi Alpha (Parties 1 & 2)                                   | FR127 (2 Wo.)FR | — | — |                                                   |
| 2023 | Dans mon état Alpha (Parties 1 & 2)                           | FR157 (2 Wo.)FR | — | — |                                                   |
| 2025 | Avancer Terminal 7                                            | FR44 (3 Wo.)FR | — | — |                                                   |
| 2025 | En bas Terminal 7                                             | FR70 (2 Wo.)FR | — | — |                                                   |
| 2025 | J’viens d’là Terminal 7                                       | FR85 (1 Wo.)FR | — | — |                                                   |
| 2025 | Au front Terminal 7                                           | FR90 (1 Wo.)FR | — | — |                                                   |
| 2025 | Gustavo Terminal 7                                            | FR91 (2 Wo.)FR | — | — |                                                   |
| 2025 | 11m2 Terminal 7                                               | FR102 (1 Wo.)FR | — | — |                                                   |
| 2025 | Enquêter Terminal 7                                           | FR122 (1 Wo.)FR | — | — |                                                   |
| 2025 | Les codes Terminal 7                                          | FR124 (1 Wo.)FR | — | — |                                                   |
| 2025 | Tomber les masques Terminal 7                                 | FR126 (1 Wo.)FR | — | — |                                                   |
| 2025 | La bonne méthode Terminal 7                                   | FR129 (1 Wo.)FR | — | — |                                                   |
| 2025 | Distances Terminal 7                                          | FR141 (1 Wo.)FR | — | — |                                                   |
| 2025 | 600CV Terminal 7                                              | FR142 (1 Wo.)FR | — | — |                                                   |
| 2025 | La paix Terminal 7                                            | FR151 (1 Wo.)FR | — | — |                                                   |
| 2025 | Plus jamais Terminal 7                                        | FR159 (1 Wo.)FR | — | — |                                                   |

## Statistik

### Chartauswertung
|                     | FR    | BEW     | CH    |
| ------------------- | ----- | ------- | ----- |
| Nummer-eins-Alben   | FR3FR | BEW—BEW | CH—CH |
| Top-10-Alben        | FR7FR | BEW7BEW | CH3CH |
| Alben in den Charts | FR8FR | BEW8BEW | CH7CH |

|                       | FR      | BEW     | CH    |
| --------------------- | ------- | ------- | ----- |
| Nummer-eins-Singles   | FR—FR   | BEW—BEW | CH—CH |
| Top-10-Singles        | FR10FR  | BEW—BEW | CH—CH |
| Singles in den Charts | FR135FR | BEW4BEW | CH1CH |

### Auszeichnungen für Musikverkäufe
| Goldene Schallplatte - Frankreich - 2017: für das Lied Répondeur - 2018: für das Lied J’y pense - 2022: für das Lied On reconnaît - 2023: für das Lied Block 16 - 2023: für das Lied On s’est fait seul - 2024: für das Lied La base - 2025: für das Lied Ma zone - 2025: für das Lied Millions |

Anmerkung: Auszeichnungen in Ländern aus den Charttabellen bzw. Chartboxen sind in ebendiesen zu finden.
| Land/RegionAuszeichnungen für Musikverkäufe (Land/Region, Auszeichnungen, Verkäufe, Quellen) | Gold       | Platin       | Diamant       | Verkäufe   | Quellen         |
| -------------------------------------------------------------------------------------------- | ---------- | ------------ | ------------- | ---------- | --------------- |
| Frankreich (SNEP)                                                                            | 40× Gold40 | 28× Platin28 | 11× Diamant11 | 11.216.659 | snepmusique.com |
| Insgesamt                                                                                    | 40× Gold40 | 28× Platin28 | 11× Diamant11 |            |                 |